# Улица Котовского (Новосибирск)
Улица Котовского — улица в Ленинском районе Новосибирска. Начинается от улицы Блюхера, далее в западном направлении пересекает улицы Выставочную, Ватутина, Станиславского, после пересечения которой (примерно через 150 м) поворачивает на юго-запад, затем (приблизительно через 670 м) берёт южное направление, пересекает улицу Пархоменко и заканчивается на перекрёстке с улицами Петропавловской и Плахотного. Между улицами Блюхера и Выставочной с юго-восточной стороны к ней примыкает Геодезическая улица, с юго-запада между Выставочной и Ватутина — улица Пермитина, с южной стороны между Ватутина и Станиславского — улица Дружбы.

## Объекты ценной историко-градостроительной среды
- Жилой дом по улице Котовского, 17[1]
- Жилой дом по улице Котовского, 21[1]
- Жилой дом по улице Котовского, 23[1]
- Жилой дом по улице Котовского, 25[1]

## Рекреационные территории
- ПКиО имени Кирова — парк, расположенный между площадью Труда, улицами Котовского, Станиславского и Широкой. Носит имя С. М. Кирова с 1936 года[2]. Кленовая роща возле Горского жилмассива — небольшая территория на пересечении улиц Котовского и Выставочной. В 2013 году данный участок был сдан в аренду на три года для постройки ресторана «McDonald’s». В 2016 году роща была обнесена забором, после чего жители Горского жилмассива начали выражать недовольство планируемой застройкой зелёной территории. Впоследствии строительство точки сети было остановлено. 15 августа 2017 участок площадью 811 м² был зарезервирован мэрией Новосибирска под будущий сквер[3][4][5].

## Памятники
- Памятник воину-освободителю — скульптурное произведение, расположенное возле школы № 73

## Организации
- Специальная (коррекционная) общеобразовательная школа № 14
- Новосибирская классическая гимназия № 17
- Средняя общеобразовательная школа № 73 (два отделения)